# هرب مک‌کنلی
هرب مک‌کنلی (انگلیسی: Herb McKenley؛ ۱۰ ژوئیه ۱۹۲۲ – ۲۶ نوامبر ۲۰۰۷) دونده اهل جامائیکا بود.
وی در مسابقات کشوری و بین‌المللی در مجموع برندهٔ ۳ مدال طلا، ۴ مدال نقره، ۳ مدال برنز شده‌است.